# Арон Роџерс
Арон Чарлс Роџерс (енгл. Aaron Charles Rodgers; Чико, 2. децембар 1983) професионални је играч америчког фудбала који тренутно игра у НФЛ лиги на позицији квотербека за екипу Њујорк џетса. Са Грин Беј пакерсима је освојио наслов за сезону 2010. када је у финалној утакмици проглашен за најкориснијег играча Супербоула.
Њујорк џетси су 26. априла 2023. на свом званичном сајту објавили да су завршили трејд са Пакерсима којим су довели Арона Роџерса. Поред Роџерса Џетси су од Пакерса добили њихов 15. и 170. пик за драфт 2023, док су Пакерси добили 13, 42, и 207. пик на драфту 2023, и условни пик 2. рунде за драфт 2024. Уколико Роџерс учествује у 65% акција Џетса, тај условни пик постаје пик прве рунде.